# Torii Kiyonobu
En aquest nom japonès, el cognom és Torii.

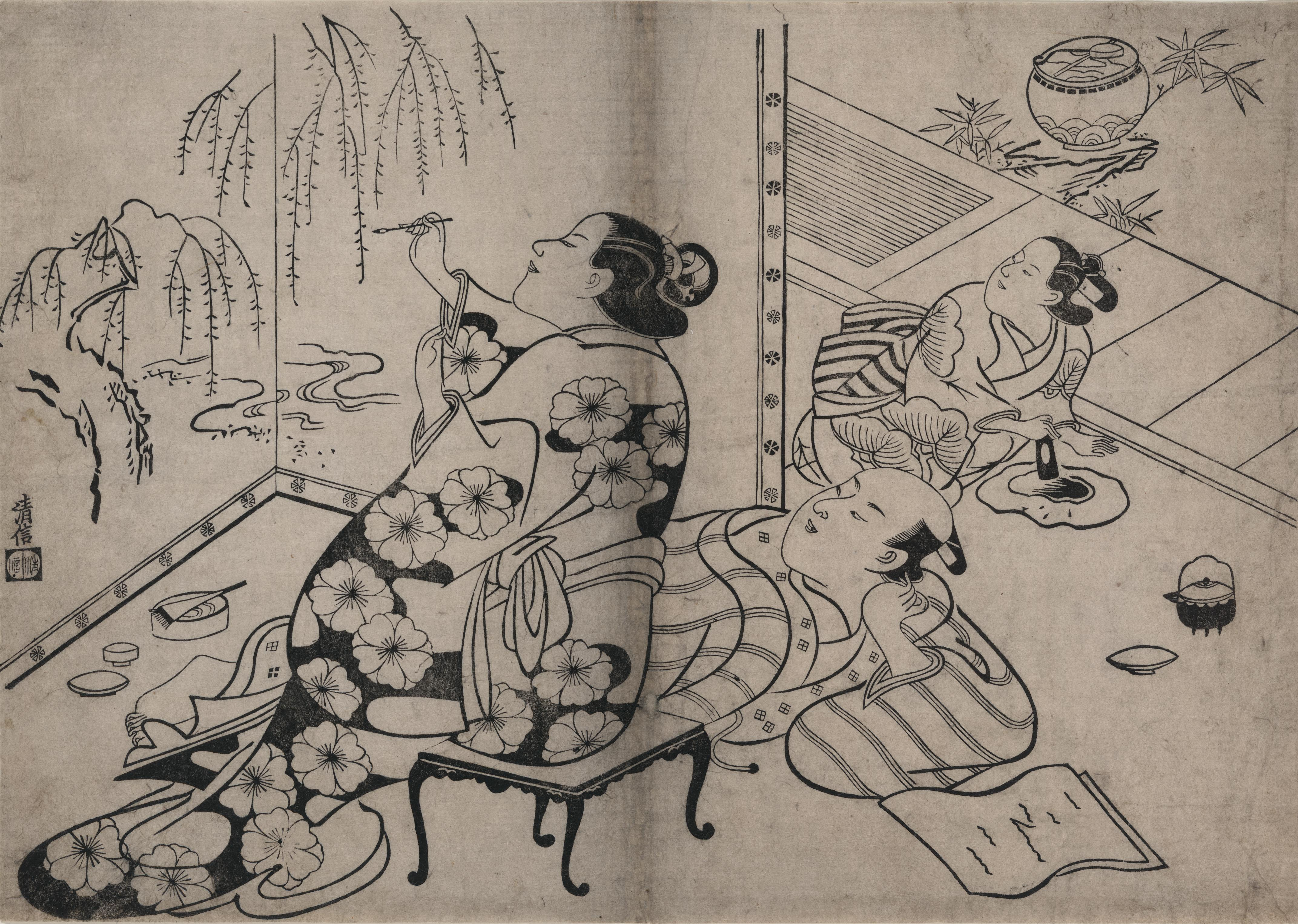
Cortesana pintant un paravent, xilografia ukiyo-e del, de Kiyonobu

Torii Kiyonobu I (鳥居清信) (c. 1664 - 22 d'agost, 1729) va ser un pintor i gravador japonès de l'estil ukiyo-e, reconegut per la seva obra en els cartells de kabuki i altres materials relacionats. Junt amb el seu pare, Torii Kiyomoto, es diu que va ser un dels fundadors de l'escola Torii de pintura.
Conegut en la seva infància com a Shobei, Kiyonobu era el segon fill del reconegut actor kabuki i pintor d'Osaka Torii Kiyomoto. Es va traslladar amb el seu pare a Edo (actualment, Tòquio) quan tenia vint-i-quatre anys, i allà es va revelar com a artista important amb un estil únic. L'obra de Kiyonobu, se la considera com a molt influenciada per la d'Hishikawa Moronobu (m. 1694), el pare de l'ukiyo-e. Kiyonobu també hauria estat ben versat, com la majoria dels grans artistes de l'època, en els estils de les escoles Kano i Tosa.
Kiyonobu es va centrar gairebé exclusivament a produir cartells o altres elements promocionals per als teatres kabuki d'Edo; la relació entre els teatres i l'escola Torii era poderosa i important, i ho continua sent avui. Guiat per la necessitat d'atreure l'atenció, l'estil de Kiyonobu tendia a l'exuberància cridanera i acolorida. A més d'un distintiu ús del color, els detalls i altres elements estètics diversos, l'estil Torii es distingeix especialment per l'ús de la línia gruixuda i marcada.
Cap al 1700, Kiyonobu era un artista completament reconegut i consumat. Les seves obres eren elogiades pels escriptors contemporanis, i sovint fins i tot es posaven en santuaris Shintō com a ofrenes votives, un fet que alguna cosa indica de la qualitat artística o l'impacte emocional de les seves representacions dels actors kabuki. A l'època de la seva mort, el 1729, Kiyonobu no sols havia pintat un gran nombre de cartells i similars, sinó que també havia produït il·lustracions per a llibres de xilografies, representant drames kabuki, i també havia publicat gravats individuals.
Com és el cas de la majoria d'artistes de l'escola Torii, les dates de Kiyonobu no es coneixen amb certesa, i les relacions entre els diferents artistes Torii són igualment poc clares. Els estils dels deixebles i parents de Kiyonobu són molt similars, i la majoria d'experts consideren la possibilitat que Kiyonobu II o Kiyomasu I fossin la mateixa persona objecte d'aquest article, Kiyonobu I, o qualsevol altre. Amb ben poques (si n'hi ha) pintures creades per l'escola Torii, no se sap del cert quin artista en particular les va pintar.